# Liste der Orte im Kreis Gorj

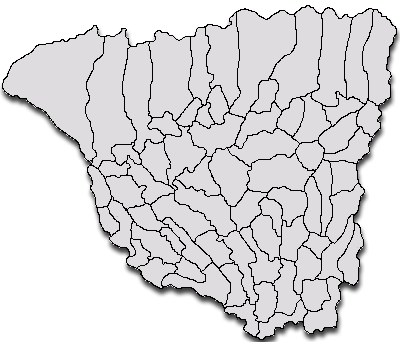
Gemeinden des Kreises Gorj

Der Kreis Gorj in Rumänien besteht aus offiziell 434 Ortschaften. Davon haben 9 den Status einer Stadt, 61 den einer Gemeinde. Die übrigen sind administrativ den Städten und Gemeinden zugeordnet.

## Städte
| - Bumbești-Jiu - Motru - Novaci | - Rovinari - Târgu Cărbunești - Târgu Jiu | - Țicleni - Tismana - Turceni |

## Gemeinden
| - Albeni - Alimpești - Aninoasa - Arcani - Baia de Fier - Bălănești - Bălești - Bâlteni - Bărbătești - Bengești - Berlești - Bolboși - Borăscu - Brănești - Bumbești-Pițic - Bustuchin - Câlnic - Căpreni - Cătunele - Ciuperceni - Crasna | - Crușeț - Dănciulești - Dănești - Drăgotești - Drăguțești - Fărcășești - Glogova - Godinești - Hurezani - Ionești - Jupânești - Lelești - Licurici - Logrești (Gemeindesitz: Târgu Logrești) - Mătăsari - Mușetești - Negomir - Padeș - Peștișani - Plopșoru | - Polovragi - Prigoria - Roșia de Amaradia - Runcu - Săcelu - Samarinești - Săulești - Schela - Scoarța - Slivilești - Stănești - Stejari - Stoina - Țânțăreni - Telești - Turburea - Turcinești - Urdari - Văgiulești - Vladimir |

## Dörfer ohne Gemeindestatus

### A
| - Alexeni - Aluniș - Andreești - Aninișu din Deal | - Aninișu din Vale - Apa Neagră - Arjoci - Arpadia | - Arșeni - Arsuri - Artanu |

### B
| - Băcești - Bădești - Bălăcești - Bălani - Bălcești - Baloșani - Bâlta - Bâltișoara - Baniu - Bârcaciu - Bârsești - Barza - Bârzeiu de Gilort - Bârzeiu - Băzăvani - Becheni - Bercești | - Bibești - Bibulești - Bircii - Blahnița de Jos - Blahnița de Sus - Blidari - Bobaia - Boboiești - Bobu - Boca - Bohorel - Boia - Bojinu - Bolboasa - Bolbocești - Boroșteni - Botorogi | - Brădet - Brădețel - Brădiceni - Brătești - Brătuia - Brebenei - Broșteni - Broștenii de Sus - Bucșana - Bucureasa - Budieni - Buduhala - Bulbuceni - Burlani - Busuioci - Buzești |

### C
| - Calapăru - Câlcești - Călești - Câlnicu de Sus - Călugăreasa - Călugăreni - Câmpofeni - Câmpu Mare - Cămuiești - Cânepești - Capu Dealului - Cârbești - Cărbunești-Sat - Cârciu - Cârligei - Cărpiniș - Cartiu - Ceauru | - Celei - Ceplea - Cerătu de Copăcioasa - Cerna-Sat - Cernădia - Cetatea - Chiciora - Chiliu - Ciocadia - Cionți - Ciorari - Ciupercenii de Olteț - Cleșnești - Cloșani - Cocoreni - Cocorova - Cojani - Cojmănești | - Colibași - Colțești - Condeiești - Copăcioasa - Cornești - Cornetu - Corobăi - Corșoru - Costeni - Costești - Covrigi - Crasna din Deal - Crețești - Croici - Curpen - Cursaru - Curteana - Curtișoara |

### D
| - Dâmbova - Dealu Leului - Dealu Pomilor - Dealu Spirei - Dealu Viei - Dealu Viilor | - Deleni - Didilești - Dobrana - Dobrița - Dolcești | - Doseni - Drăgoeni - Drăgoiești - Duculești - Dumbrăveni |

### F
| - Fântânele - Fărcășești-Moșneni - Floreșteni | - Florești - Frâncești - Frasin | - Frătești - Frumușei - Frunza |

### G
| - Gâlcești - Găleșoaia - Gămani - Gârbovu - Găvănești | - Gilortu - Glodeni - Gornăcel - Gornovița - Groșerea | - Grui - Gura Șușiței - Gura-Menți - Gureni |

### H
| - Hăiești - Hălăngești - Hirișești | - Hobița - Hodoreasca - Horăști | - Horezu - Hotăroasa |

### I
| - Iași-Gorj - Iezureni - Igirosu | - Iliești - Însurăței - Iormănești | - Isvarna - Izvoarele |

### J
| - Jeriștea | - Jilțu |

### L
| - Larga - Lăzărești - Lazuri | - Leurda - Lihulești - Lintea | - Logrești-Moșteni - Lupoaia - Lupoița |

### M
| - Măceșu - Magherești - Măiag - Marinești - Măru - Măzăroi - Menții din Dos - Merfulești | - Miclosu - Miculești - Mielușei - Mierea - Miericeaua - Miluta - Mirosloveni | - Mogoșani - Moi - Motorgi - Motru Sec - Murgești - Murgilești - Musculești |

### N
| - Nămete - Negoiești | - Negreni - Nistorești | - Nucetu |

### O
| - Obârșia - Obreja - Ohaba-Jiu | - Ohaba - Olari - Olteanu | - Orzești - Orzu |

### P
| - Păișani - Păjiștele - Paltinu - Pârâu - Pârâu Boia - Pârâu de Pripor - Pârâu de Vale - Pârâu Viu - Pârvulești - Pegeni - Peșteana de Jos - Peșteana-Jiu - Peșteana-Vulcan | - Petrăchei - Petrești - Picu - Pieptani - Pinoasa - Piscoiu - Piscuri - Pișteștii din Deal - Pleșa - Plopu - Ploștina - Pociovaliștea - Pocruia | - Poiana - Poiana-Seciuri - Poienari - Poienița - Pojaru - Pojogeni - Polata - Popești - Popești-Stejari - Preajba Mare - Priporu - Prunești - Purcaru |

### R
| - Răchiți - Raci - Racoți - Racovița - Rădinești - Radoși | - Râpa - Rasova - Rasovița - Rătez - Rogojel - Rogojeni | - Romanești - Roșia-Jiu - Roșiuța - Ruget - Rugi - Runcurel |

### S
| - Sâmbotin - Sănătești - Sârbești - Sărdănești - Șasa - Satu Nou - Scorușu - Scrada - Scurtu - Seaca - Seciurile - Seuca - Șiacu | - Șipotu - Sitești - Șitoaia - Slămnești - Slăvuța - Slobozia - Socu - Sohodol - Șomănești - Spahii - Stăncești - Stăncești-Larga - Ștefănești | - Steic - Stejaru - Stejerei - Sterpoaia - Știucani - Stolojani - Strâmba-Jiu - Strâmba-Vulcan - Strâmtu - Stroiești - Sura - Suseni |

### T
| - Tălpășești - Tâlvești - Tămășești - Țârculești - Târgu Logrești | - Tehomir - Tetila - Timișeni - Țirioi - Toiaga | - Topești - Totea de Hurezani - Totea - Trestioara - Trocani |

### U
| - Ulmet - Ungureni - Urda de Jos | - Urda de Sus - Urechești | - Ursați - Ursoaia |

### V
| - Văcarea - Vaidei - Văieni - Vălari - Vâlceaua - Vâlcele - Valea - Valea Bisericii - Valea cu Apă - Valea Deșului | - Valea Mânăstirii - Valea Mare - Valea Mică - Valea Motrului - Valea Perilor - Valea Poienii - Valea Pojarului - Valea Racilor - Valea Viei - Văleni | - Văluța - Vânăta - Vârtopu - Vidin - Vierșani - Vlăduleni - Voinigești - Voiteștii din Deal - Voiteștii din Vale |

### Z
| - Zăicoiu | - Zorlești | - Zorzila |